# 391
391 (CCCXCI) fue un año común comenzado en miércoles del calendario juliano, en vigor en aquella fecha.
En el Imperio romano, el año fue nombrado como el del consulado de Tatiano y Simaco, o menos comúnmente, como el 1144 Ab urbe condita, adquiriendo su denominación como 391 a principios de la Edad Media, al establecerse el anno Domini.

## Acontecimientos
- El emperador Teodosio I establece el cristianismo como religión oficial del Estado. Se cierran todos los templos no cristianos del Imperio romano. Se apaga el fuego eterno del templo de Vesta en el Foro Romano y se disuelven las vírgenes vestales.
- Quinto Aurelio Símaco, prefecto de la ciudad de Roma, aboga por las prácticas de culto tradicionales. Pide a Teodosio I que reabra los templos paganos, pero el obispo de Milán, Ambrosio, se opone.
- Las llamas destruyen la Biblioteca de Alejandría, establecida en el Museion en el siglo IV a. C.. Entre los objetos perdidos en el incendio figuran obras científicas, como los pergaminos del astrónomo griego Aristarco de Samos, en los que afirmaba que la Tierra orbita alrededor del sol, y decenas de obras dramáticas de Eurípides y Sófocles.

- Gwanggaeto el Grande de Goguryeo (Corea), asciende al trono.[1]

## Nacimientos
- Flavio Aecio, general romano (Magister militum) de herencia en parte goda. (f. 454)

## Fallecimientos
- Macario de Egipto, monje cristiano y ermitaño.
- Pedro de Sebaste, obispo de Armenia.